# Мухаммад III (дей Алжиру)
Мухаммад III ібн Хасан (араб. محمد بن حسن; д/н —1724) — 12-й дей Алжиру в 1718—1724 роках.

## Життєпис
Ймовірно був турком, на що вказує його титул ефенді. Був наближеним до дея Алі I, після смерті якого 1718 року отримав його владу. Продовжив зовнішню політику, спрямовану на здобуття самостійності. Незважаючи на тиск дивану Османської імперії, відмовився повертати пашу до Алжиру. У відповідь османський диван став погрожувати не спрямовувати додаткові загони яничар. Але Мухаммад III залишився твердим в своїй політиці.
Також дей відмовився узгоджувати зовнішні відносини з Осмсанською імперії, відкинувши 1719 року вимогу укласти мир з Республікою Сполучених провінцій. Втім згодом уклав угоду з Голландією та Францією.
Разом зтим йому довелося маневрувати між яничарам, раїсами (головами) піратів та радьскими загонами. Йому довелося придушити заколоти в низки бейліків. Але зрештою був повалений 1724 року внаслідок змови раїсів, що запідозрили дея у прихильності до яничар. Новим деєм став Баба Абді.